# Битва при Аріта-Накаіде
Битва при Аріта-Накаіде (яп. 有田中井手の戦い, аріта накаіде но татакаі) — битва, яка відбулася 22 жовтня 1517 року поблизу замку Аріта у провінції Акі між коаліційними військами роду Морі і роду Кіккава під командуванням Морі Мотонарі з одного боку, та силами роду Такеда під командуванням Такеди Мотосіґе з іншого.
Для Морі Мотонарі це була перша битва у житті. Він перехитрив чисельно переважаючого ворога і здобув голову Такеди.
Битву при Аріта-Накаіде інколи називають «Окехадзхама Західної Японії».